# کم‌ایر
کِم‌ایر (به انگلیسی: CemAir) یک شرکت هواپیمایی با کد یاتا 5Z است که در تاریخ ۲۰۰۵ میلادی تأسیس شده‌است. دفتر مرکزی کم‌ایر در فرودگاه بین‌المللی اولیور تامبو، ژوهانسبورگ واقع شده‌است و قطب این شرکت هواپیمایی در فرودگاه بین‌المللی اولیور تامبو قرار دارد.